# TG Würzburg
El TG s.Oliver Würzburg es un equipo de baloncesto alemán con sede en la ciudad de Wurzburgo, que compite en la ProB, la tercera división de su país. Disputa sus partidos en el TGW-Sportzentrum Feggrube, con capacidad para 700 espectadores. 
Es la sección de baloncesto del TG Würzburg. Es el filial del s.Oliver Würzburg.

## Nombres
- TG Würzburg Blue Baskets (1848-2012)
- Take-Off Würzburg (2012-2016)
- TG s.Oliver Würzburg (2016-actualidad)

## Posiciones en Liga
| - 2009: 1-(2.Regionalliga) - 2010: 13-(Regionalliga) - 2011: 11-(Regionalliga) - 2012: 1-(2.Regionalliga) - 2013: 8-(Regionalliga) - 2014: 1-(Regionalliga) | - 2015: 6-(ProB) - 2016: 9-(ProB) - 2017: 7-(ProB) |

## Palmarés
- Campeón de la Regionalliga (Grupo Sureste)

2014
- Campeón de la 2.Regionalliga (Grupo Sureste-Norte)

2012

## Jugadores destacados
| - Marc Goetzinger - Nico Brauner - Constantin Ebert - Joanic Grüttner - Christoph Hackenesch - Marvin Heckel - Christian Hoffmann - Felix Hoffmann - Noah Kleinschroth - Lennard Larysz - Eric Leonhardt | - Mayika-Linecker Lungongo - Leo Ohms - Sebastian Rauch - Max Ugrai - Georg Voigtmann - Lukas Wank - Christopher Wolf - Marjan Vidović - Marcellus Barksdale - Malcolm Boone - John Florveus | - Donovan Morris - Vincent Sanford - Travis Smith - Nicolau Dilukila - Paul Brotherson - Abdul Aziz Shanneik - Alex Okafor |